# Салих аль-Фаузан
Са́лих ибн Фауза́н ибн Абдулла́х аль-Фауза́н (араб. صالح بن فوزان بن عبد الله الفوزان‎; род. 28 сентября 1935, Эш-Шимасия, Эль-Касим) — саудовский исламский религиозный деятель, учёный-богослов, профессор, правовед, имам и проповедник мечети имени Мутаиба ибн Абдул-Азиза Аль Сауда в Эр-Рияде. Член Комитета больших учёных Саудовской Аравии и Всемирной исламской лиги.

## Биография
Родился 28 сентября 1932 года в Эш-Шамасийя (Эль-Касим, Саудовская Аравия). Происходит из племени Эш-Шамасийя. Его отец Фаузан ибн Абдуллах умер когда он был ещё ребёнком, поэтому он был воспитан родственниками. Начальное образование: основы чтения, письма и Священного Корана, получил на уроках имама в мечети родного города. В 1948 году поступил в открытую тогда же государственную школу аль-Камарийя, в 1950 году окончил школу Фейсалийя в городе Бурайда, в которой впоследствии преподавал. В 1952 году поступил в Педагогический институт Бурайды, окончил его в 1956 году, после чего поступил в Исламский университет имама Мухаммада ибн Сауда в Эр-Рияде, где учился на факультете изучения шариата, окончил его в 1960 года со степенью магистра и доктора в области фикха. После окончания этого учебного заведения он остался преподавать в нём, затем перешёл на работу в Департамент высшего образования, позже в течение некоторого времени возглавлял Верховный суд Саудовской Аравии, а после истечения срока его полномочий в этой должности вернулся к преподаванию.
По состоянию на 2013 год является членом так называемого «Комитета больших учёных» — органа, который консультирует короля Саудовской Аравии по религиозным вопросам, а также целого ряда других религиозных организаций. Также является, среди прочего, имамом мечети Митаба и ведёт собственную передачу на радио.
В России запрещена книга Салиха аль-Фаузана «Книга единобожия» (п. 75 Федерального списка экстремистских материалов; решение Бугурусланского городского суда Оренбургской области от 06.08.2007 и определение Бугурусланского городского суда Оренбургской области от 19.10.2007).

## Его учителя
- Абдуррахман ибн Насир ас-Саади
- Абдул-Азиз ибн Абдуллах ибн Баз
- Абдуллах ибн Хумайд
- Мухаммад аль-Амин аш-Шанкити
- Абдурраззак Афифи
- Солих ибн Ибрахим аль-Балихи
- Мухаммад ас-Субайль